# Lago de Sanabria

Lage des Nationalparks in Kastilien und León

Der Lago de Sanabria ist einer der größten natürlichen Seen Spaniens und der einzige größere eiszeitliche Gletschersee des Landes.

## Lage
Der knapp 3,5 Quadratkilometer große und maximal 53 Meter tiefe See liegt auf einer Höhe von rund 1000 Metern in der Gemeinde Galende im Nordwesten der Provinz Zamora. Wichtigster Zu- und Abfluss ist der Río Tera.

## Naturpark
Am 27. Oktober 1978 wurde im Gebiet des Sees der Nationalpark Parque Natural del Lago de Sanabria y Alrededores mit einer Parkfläche von 223,65 km² eingerichtet. Trotzdem hat sich der See zu einem beliebten Urlaubsziel in der Region entwickelt, was nicht ohne negative Auswirkungen im ganzen Bereich der Ökologie bleibt (→ Weblink).

## Sonstiges
Seit dem Jahr 2011 verkehrt auf dem See ein wind- und solargetriebener Ausflugskatamaran (Helios Cousteau), dessen durchsichtiger Plexiglasboden vielfältige Beobachtungen der Tier- und Pflanzenwelt erlaubt.

## Sehenswürdigkeiten
- Das ehemalige Zisterzienser-Kloster San Martin de Castañeda befindet sich etwa einen Kilometer nördlich des Sees. Hier befindet sich heute das Informationszentrum des Naturparks (Centro de Interpretación del Parque).
- Etwa 18 Kilometer südöstlich des Sees befindet sich der sehenswerte Ort Puebla de Sanabria, dessen mittelalterlich anmutender Ortskern als Conjunto histórico-artístico unter Denkmalschutz steht.